# Overton Hill

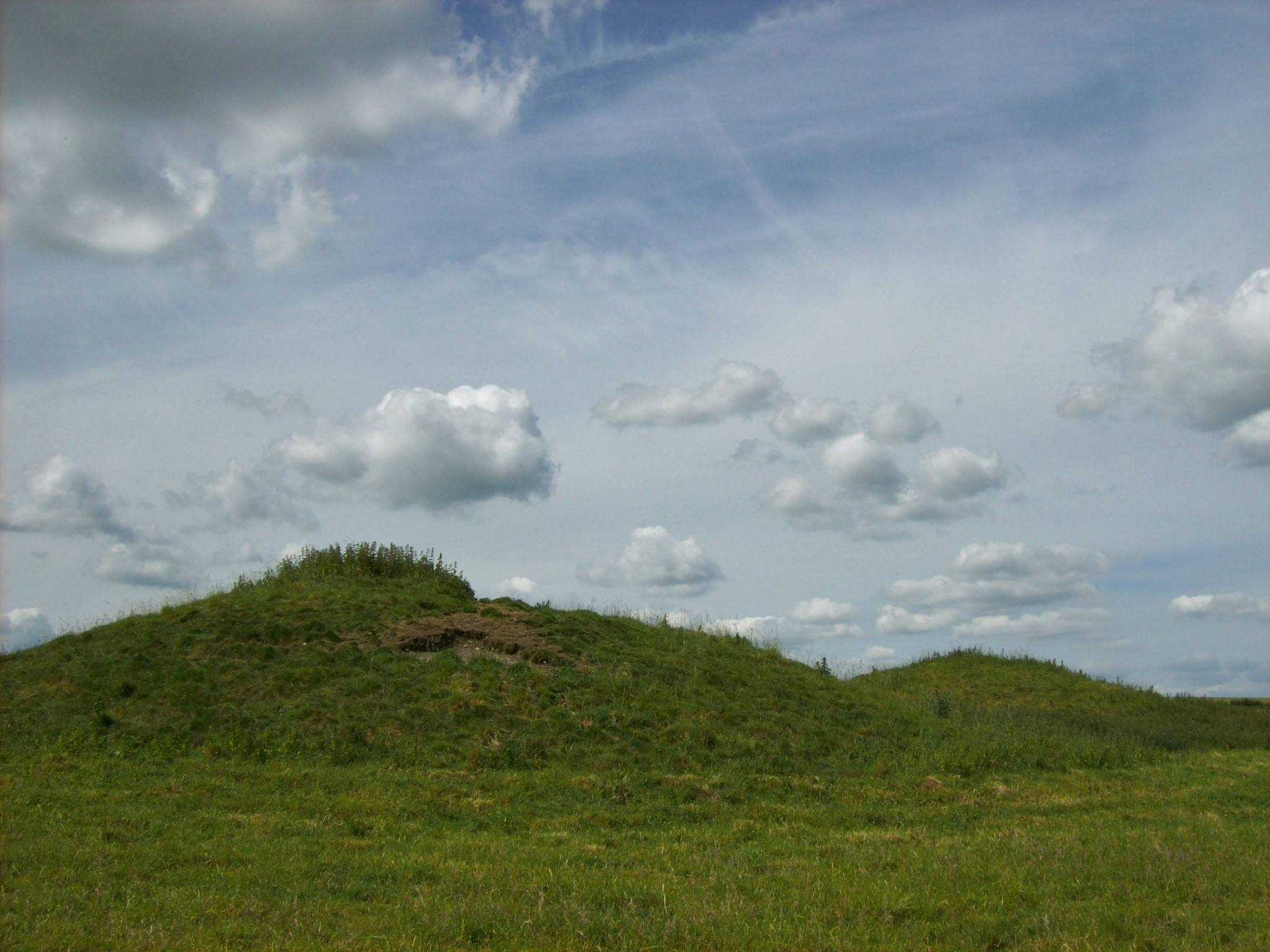
Zwei der Hügelgräber

Overton Hill ist ein ungefähr 174 m hoher Hügel an der südlichen Grenze des Höhenzuges der Marlborough Downs in Wiltshire, England.  Er liegt westlich des Ortes West Overton und südöstlich des Ortes Avebury. Die Fernstraße A4 führt unmittelbar an seinem flachen Gipfel vorbei.
Ein Parkplatz auf Overton Hill gilt allgemein als Anfangspunkt des Fernwanderweges The Ridgeway. In der Umgebung des Gipfels finden sich mehrere Hügelgräber und die Überreste des neolithischen Kultplatzes The Sanctuary. Westlich des Hügels liegen die archäologischen Fundstätten Silbury Hill, West Kennet Long Barrow und der Steinkreis von Avebury.
Zur Gruppe der archäologischen Fundstätten auf dem Hügel zählt man einen angelsächsischen Friedhof, einige für die Gegend unübliche Gräber aus römischer Zeit und bis zu zwölf Hügelgräber. Einige Fundstücke, darunter ein bronzener Dolch, ein bronzener Stab und ein Keramikbehältnis befinden sich im Wiltshire Museum in Devizes.
Der Hügel wurde auch als Sevenbarrow Hill, Seofon Beorgas oder Seofon Barrows bezeichnet.